# Kratoz
Kratoz, född 24 augusti 1991 i San Nicolás de los Garza i Nuevo León, är en mexikansk fribrottare. Kratoz brottas sedan 2022 i Mexikos största fribrottningsförbund, Lucha Libre AAA Worldwide och är en del av gruppen Los Mismos de Siempre (De vanliga misstänkta) med Prometeo. Han tränades av Centurión Negro.
Los Mismos de Siempre innehar titeln Indy Revolution Parejas, lagtiteln i förbundet Indy Revolution som samarbetar med AAA.
Kratoz brottas iförd en fribrottningsmask och hans identitet är inte känd av allmänheten, vilket är vanligt inom lucha libre.